# Débogueur
Ne doit pas être confondu avec Désassembleur ou Décompilateur.
Un débogueur ou débugueur (de l'anglais debugger) est un logiciel qui aide un développeur à analyser les bugs d'un programme. Pour cela, il permet d'exécuter le programme pas-à-pas — c'est-à-dire le plus souvent ligne par ligne —, d'afficher la valeur des variables à tout moment et de mettre en place des points d'arrêt sur des conditions ou sur des lignes du programme.
Il s'agit de l'application à la programmation informatique du processus de troubleshooting.

## Utilisation
Le programme à déboguer est exécuté à travers le débogueur et s'exécute normalement. Le débogueur offre alors au programmeur la possibilité d'observer et de contrôler l'exécution du programme, en lui permettant par divers moyens de l'observer, de la stopper (mettre en pause l'exécution du programme) et de la changer. Par exemple, la pile d’exécution et le contenu des variables en mémoire peuvent être observés, et la valeur des variables peut être changée pour altérer le flot de contrôle du programme afin, par exemple, de déterminer la cause d'une défaillance.
Quand l'exécution d'un programme est stoppée, le débogueur affiche la position courante d'exécution dans le code source original pour le débogage formel (en) et le débogage au niveau source. Le débogueur de bas niveau ou de niveau machine montre la ligne désassemblée.
De nombreux débogueurs permettent, en plus de l'observation de l'état des registres processeurs et de la mémoire, de les modifier avant de rendre la main au programme débogué. Ils peuvent alors être utilisés pour localiser certaines protections logicielles et les désactiver, amenant à la conception d'un crack. Ainsi, certains logiciels, connaissant le fonctionnement des débogueurs et voulant empêcher de telles modifications, mettent en place des techniques antidébogage (anti debugging tricks).

## Techniques
Les outils offerts par les débogueurs dépendent essentiellement du langage de programmation (utilisé pour développer le programme à déboguer) pour lequel il a été conçu. Néanmoins, la grande majorité des débogueurs offrent des outils similaires.

### Outils pour stopper (mettre en pause) l'exécution du programme
- commande d'arrêt manuel : le programmeur peut décider à tout moment de stopper l'exécution
- point d'arrêt : placé à un endroit spécifique du programme (généralement dans le code source), il indique au débogueur d'arrêter l'exécution lorsqu'elle atteindra cet endroit
- point d'arrêt conditionné : comme le point d'arrêt, mais avec une condition supplémentaire (comme le nombre de passages sur ce point d'arrêt par exemple)
- point d'observation (watch) : permet d'arrêter l'exécution du programme sur la condition de la modification d'une variable

### Outils pour piloter l'exécution du programme
- pas-à-pas : exécution instruction par instruction
  - pas-à-pas sommaire : une instruction est exécutée, dans le programme principal, à chaque fois que le programmeur le demande
  - pas-à-pas détaillé : comme le pas-à-pas sommaire, sauf que le pas-à-pas entre aussi dans les fonctions
  - avec cadencement : à intervalles périodiques, une instruction est exécutée (cela permet de ralentir l'exécution du programme afin qu'elle puisse être suivie de près par l'œil humain)
- redémarrage de la fonction courante (drop frame) : abandon de l'exécution actuelle de la fonction courante et démarrage d'une nouvelle exécution de la fonction courante
- retour en arrière : revenir à l'instruction précédente, en retrouvant l'état précédent (fonctionnalité assez rare)

### Outils pour observer l'état du programme
- observation d'une variable
- observation d'une zone mémoire
- observation d'un registre du microprocesseur
- observation de la pile d'appel (backtrace)
- observation du code source avec point d'exécution actuel
- observation du code assembleur (sauf langage interprété) avec point d'exécution actuel
- trace : permet d'observer des informations en différé, sans stopper l'exécution du programme

En outre, le débogueur permet généralement de modifier l'état du programme, lorsque son exécution est stoppée :
- modification d'un registre
- modification d'une variable
- modification d'une zone mémoire

### Débug à distance, débug croisé
Le debug croisé, ou débogage croisé, consiste à déboguer un logiciel à distance et souvent pour une architecture cible différente du poste de développement.

### Débogueur Noyau
Le débogage d'un Noyau ou d'un pilote d'un système d'exploitation nécessite des outils adaptés à cette tâche particulièrement sensible. En particulier, ce débogage se fait habituellement à distance par liaison série (mais parfois par Ethernet) car le débogueur prenant le contrôle total du noyau, la machine cible devient alors inutilisable (se fige totalement à chaque point d'arrêt).
Voir par exemple le débogueur kgdb intégré au noyau Linux.

## Débogueurs connus
- adb, Android Debug Bridge ;
- AntiC ;
- bashdb, un débogueur du Bourne-Again shell indépendant du projet GNU ;
- Broadway ;
- CodeView, un débogueur distribué avec la solution intégrée Microsoft Visual Studio Debugger ;
- DAEDALUS ;
- DBX, un débogueur distribué avec les premières versions du système Berkeley Unix ;
- D.U.M.A Detect Unintended Memory Access - le fork de Electric Fence ;
- Dynamic debugging tape (DDT), and ODT ;
- DuxDebugger —  Debugger Disassembler for Windows 64-bit ;
- Electric Fence ;
- Firebug ;
- GDB (GNU Debugger), le débogueur du projet GNU ; on peut éventuellement l’associer à gdbserver en débug croisé ;
- CUDA GDB est la version de gdb pour le langage CUDA de programmation GPU ;
- IDA The Interactive Disassembler ;
- Le Java Debugger, généralement appelé JDB ;
- kgdb, le débogueur intégré au Noyau Linux ;
- ladebug, un débogueur que l’on utilisait sous le système d’exploitation Tru64 UNIX[1] ;
- MacsBug ;
- Mpatrol ;
- OCamlDebug, le débogueur d'Objective Caml ;
- OllyDbg ;
- PE Explorer ;
- Les débogueurs Perl[2] ;
- Prism Parallel Debugger ;
- Purify ;
- sdb ;
- SoftICE ;
- Syser, un debugger Ring 0 ;
- SPlint ;
- TMON ;
- TotalView ;
- Turbo Debugger ;
- Valgrind ;
- W32DASM ;
- HP Wildebeest Debugger, appelé aussi HP WDB[3] ;
- WinDbg ;
- ODB: Omniscient Debugger, débogueur pour Java permettant de déboguer du code en revenant en arrière ;
- xdb, un débogueur formel utilisé vers la fin des années 1990 sous le système d'exploitation MPE/iX (en) ; ce nom désigne aussi un débogueur Intel des années 2000, appelé communément le débogueur Intel xdb ;